# 제16회 아시안 필름 어워즈
제16회 아시안 필름 어워즈는 2023년 3월 12일에 열린 시상식이다.

## 수상 및 후보

### 최우수작품상
- 헤어질 결심 - 박찬욱
- 드라이브 마이 카 - 하마구치 류스케
- 포잇 - 다레잔 오미르바예프
- 포나인 셀반: 파트 I - 마니 라트남
- 웬 더 웨이브스 아 곤 - 라브 디아스

### 최우수감독상
- 브로커 - 고레에다 히로카즈
- 헤어질 결심 - 박찬욱
- 드라이브 마이 카 - 하마구치 류스케
- 포잇 - 다레잔 오미르바예프
- 리턴 투 서울 - 데이비 추

### 남우주연상
- 헤어질 결심 - 박해일
- 드라이브 마이 카 - 니시지마 히데토시
- 에고이스트 - 스즈키 료헤이
- 홈커밍 - 장역
- 월드 워 III - 모센 타나반데
- 웨어 더 윈드 블로우스 - 양조위

### 여우주연상
- 어 라이트 네버 고즈 아웃 - 실비아 창
- 아메리칸 걸 - 임가흔
- 나나 - 해피 살마
- 헤어질 결심 - 탕웨이
- 플랜 75 - 바이쇼 치에코

### 신인상
- 매염방 - 루이즈 웡
- 브로커 - 아이유
- 인생대사 - YANG Enyou
- 리턴 투 서울 - 박지민
- 더 스파링 파트너 - 막페이퉁

### 남우조연상
- 드라이브 마이 카 - 오카다 마사키
- 에고이스트 - 미야자와 히오
- 비상선언 - 임시완
- 리턴 투 서울 - 오광록
- 웨어 더 윈드 블로우스 - 허관문

### 여우조연상
- 한 남자 - 안도 사쿠라
- 나나 - 라우라 바수키
- 비상선언 - 김소진
- 홈커밍 - 은도
- 플랜 75 - 카와이 유미

### 최우수 각본상
- 자서전 - 막불 무바라크
- 헤어질 결심 - 정서경 외 1명
- 드라이브 마이 카 - 하마구치 류스케 외 1명
- 인생대사 - 장장류 외 1명
- 웬 더 웨이브스 아 곤 - 라브 디아스

### 최우수 촬영상
- 나나 - 바타라 고엠파
- 헤어질 결심 - 김지용
- 하나 그리고 넷 - LU Songye
- 플랜 75 - 우라타 히데호
- 포나인 셀반: 파트 I - Ravi VARMAN

### 최우수 제작디자인상
- 나나 - Vida Sylvia Theresia
- 헤어질 결심 - 류성희
- 홈커밍 - LI Miao
- 포나인 셀반: 파트 I - Thota THARANI
- 웨어 더 윈드 블로우스 - 뢰초웅 외 1명

### 최우수 작곡상
- 헤어질 결심 - 조영욱
- 드라이브 마이 카 - ISHIBASHI Eiko
- 포나인 셀반: 파트 I - A.R. 라만
- 리턴 투 서울 - Jeremie ARCACHE 외 1명
- 더 포 월스 - 바흐만 고바디 외 1명

### 최우수 음향상
- 매염방 - 두독지 외 1명
- 헤어질 결심 - 김석원
- 드라이브 마이 카 - NOMURA Miki 외 1명
- 리턴 투 서울 - Vincent VILLA
- RRR: 라이즈 로어 리볼트 - Ashwin RAJASHEKAR

### 최우수 편집상
- 헤어질 결심 - 김상범
- 드라이브 마이 카 - 야마자키 아즈사
- 인생대사 - 임죽 외 2명
- 포나인 셀반: 파트 I - A. 스리카르 프라사드
- 리턴 투 서울 - Dounia SICHOV

### 최우수 시각효과상
- 외계+인 1부 - 제갈승
- 문맨 - ZHANG Fan 외 3명
- RRR: 라이즈 로어 리볼트 - 스리니바스 모한
- 신 울트라맨 - SATO Atsuki
- 미래전투 - 추지성 외 2명

### 최우수 의상상
- 외계+인 1부 - 조상경
- 매염방 - 오리로 외 1명
- 나나 - Retno Ratih DAMAYANTI
- 에고이스트 - SHINOZUKA Nami
- 포나인 셀반: 파트 I - Eka LAKHANI

### 최우수 신인감독상
- 자서전 - 막불 무바라크
- 조이랜드 - 사임 사디크
- 하나 그리고 넷 - 지크메 트린리
- 플랜 75 - 하야카와 치에
- 같은 속옷을 입는 두 여자 - 김세인

### 공로상
- 홍금보 수상

### 아시안 영화인상
- 아베 히로시 수상

### 넥스트 제네레이션상
- 지창욱 수상